# 北燕州
北燕州，中国南北朝时设置的州。
北齐置北燕州，治所在怀戎县（今河北涿鹿县西南桑干河南岸）。辖境相当今河北怀来县、涿鹿县、张家口市宣化区、北京市昌平区等地。北周改为燕州。隋炀帝大业三年（607年）废燕州。唐高祖武德七年（624年）灭高开道，复置北燕州，下辖怀戎县，唐太宗贞观八年（634年）改为妫州。
唐朝北燕州刺史
- 张金树（624年）
- 王诜（626年）